# 三角子 (嘉義縣)
三角子，原寫為三角仔，是臺灣嘉義縣鹿草鄉的一個傳統地域名稱，位於該鄉南部偏東。相較於今日行政區，其範圍大致為三角村不含北部中段（毛蟹行聚落一帶）。

## 歷史
台灣日治初期，三角子地區為一街庄，稱為「三角仔庄」，隸屬於下茄苳北堡。昔日該庄西邊及北邊西段隔舊河道與中藔庄、山仔腳庄為界，北邊東段與後堀庄為鄰，東邊、南邊至西南邊隔八獎溪（八掌溪）與崩埤庄、菁藔庄為界。
1901年（日治明治三十四年）11月，全台廢縣廳改設二十廳，該庄隸屬於鹽水港廳。1903年（明治三十六年）6月，該庄編入「菁藔區」，隸屬於鹽水港廳。1909年（明治四十二年）10月，合併二十廳為十二廳，菁藔區改隸屬於嘉義廳。1913年，該庄改編入「鹿仔草區」，仍隸屬於嘉義廳。1920年（大正九年），全台地方制度大改正，廢十二廳改設五州二廳，該庄改制並雅化為「三角子」大字，隸屬於臺南州東石郡鹿草庄。
戰後鹿草庄改制為鹿草鄉，隸屬於臺南縣，大字亦改制為村。1950年10月，雲、嘉、南分治，鹿草鄉改隸屬嘉義縣。

## 聚落
本地區發展較早的聚落為三角仔，在日治期初期的官方地圖上已有記載。

## 交通
台灣高速鐵路是台灣唯一的高速鐵路系統，北起臺北市南港區南港車站，南至高雄市左營區高鐵左營站。其路線以高架方式經過本地區西端，較近的車站是位於北側太保市境內的高鐵嘉義站。
縣道嘉31線是鹿草至後部（實際終點在縣市界）的道路，續南行可銜接臺南市區道南85線。
縣道嘉37線是下半天至後堀的道路。